# EL/M-2075
EL/M-2075は、イスラエル・エアロスペース・インダストリーズの子会社であるエルタ・システムズが開発したAEW&Cシステムである。愛称のファルコン（Phalcon）はPhased Array L-band Conformal Radarの略称である。ここでは、発展型のEL/W-2090についても記述する。

## 概要

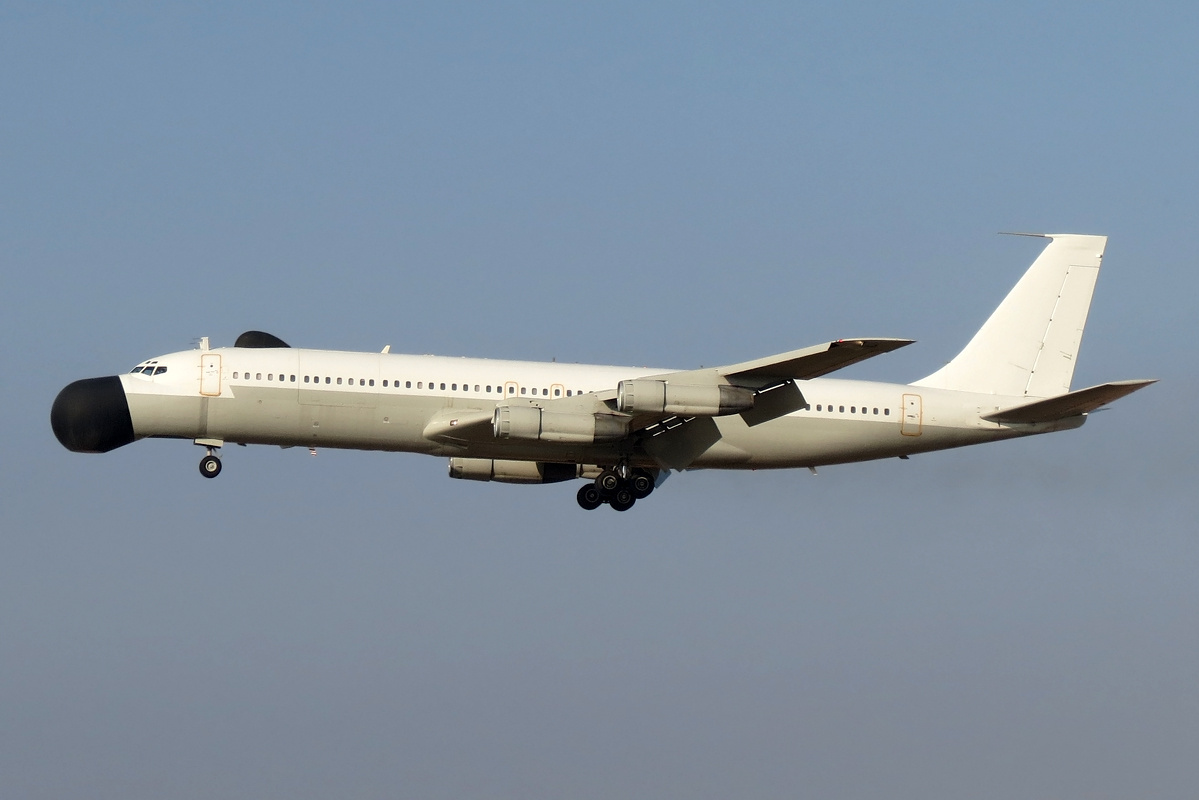
ファルコン 707

EL/M-2075は、Lバンドアクティフェーズドアレイレーダーを中核とするAWACSシステムで、プラットフォームとなる機体にコンフォーマル式にレーダーを装備するのが特徴である。これにより、他の機種のようにレドームを使用せずに全周囲スキャンを可能としつつ機体や機器の稼働率と信頼性の向上、運用コストの低減を実現した。特にスキャン速度は速く、通常のレドーム方式で20-40秒掛かるスキャンも本機では2-4秒で完了する。レーダーアンテナはIFFも兼ねている。
機能面では通常のAWACSと同様、空中・地上目標の監視および友軍機の管制能力のほか、電子戦情報収集能力も備えている。これらの情報は統合されコンソールパネルに表示される。レーダーの探知距離は、戦闘機サイズの目標に対して400km、ヘリコプターサイズの目標に対して180km、低空飛行をしている目標に対して100kmで、同時に60-100個の目標を追尾でき、システムの全体の能力は、E-3と同等か部分的に上と見られている。アメリカ科学者連盟(en)は、ファルコンについて1999年と2008年の記事の中で最も先進的なAEW&Cシステムであったと述べている。一方で、後部にレーダーアンテナを装備しないため、探索範囲が機体前方260度に限られるという欠点がある。搭載プラットフォームとしては、ボーイング707、ボーイング767、ボーイング747などがあがっているが、ある程度の大きさ（最低でもC-130程度）があればほかのプラットフォームにも搭載可能である。

## 発展
EL/M-2075は、システム自体が大型で張り出し部が多いため空気抵抗が大きく、とてもコンフォーマルレーダーとは言えるものでは無かった。また、価格がE-3の3分の1程度と安価であるにもかかわらず、チリが1機購入しただけに留まったことも本システムの改良が進められる要因となった。
そのため、IAIはシステムの小型化とプラットフォームの再検討を進め、1999年2月11日にA310-300ベースのAWACS機の開発案をレイセオンとアンセット・オーストラリア航空と共同で、オーストラリアのAEW&C機選定計画であるプロジェクトAIR5077「ウェッジテイル」に提示した。この案ではファルコンをベースとしたレーダー（探知距離350km）を固定型のレドーム内にレーダーを3面三角形状に配置し、これにオープンアーキテクチャのDEC ALPHA多機能ミッションクルーワークステーションを統合するものであった。しかし、そのコストからこの案は落選、この選定を機にIAIは、より安価な航空機をベースとする方向にシフトしていくこととなる。

### EL/W-2090

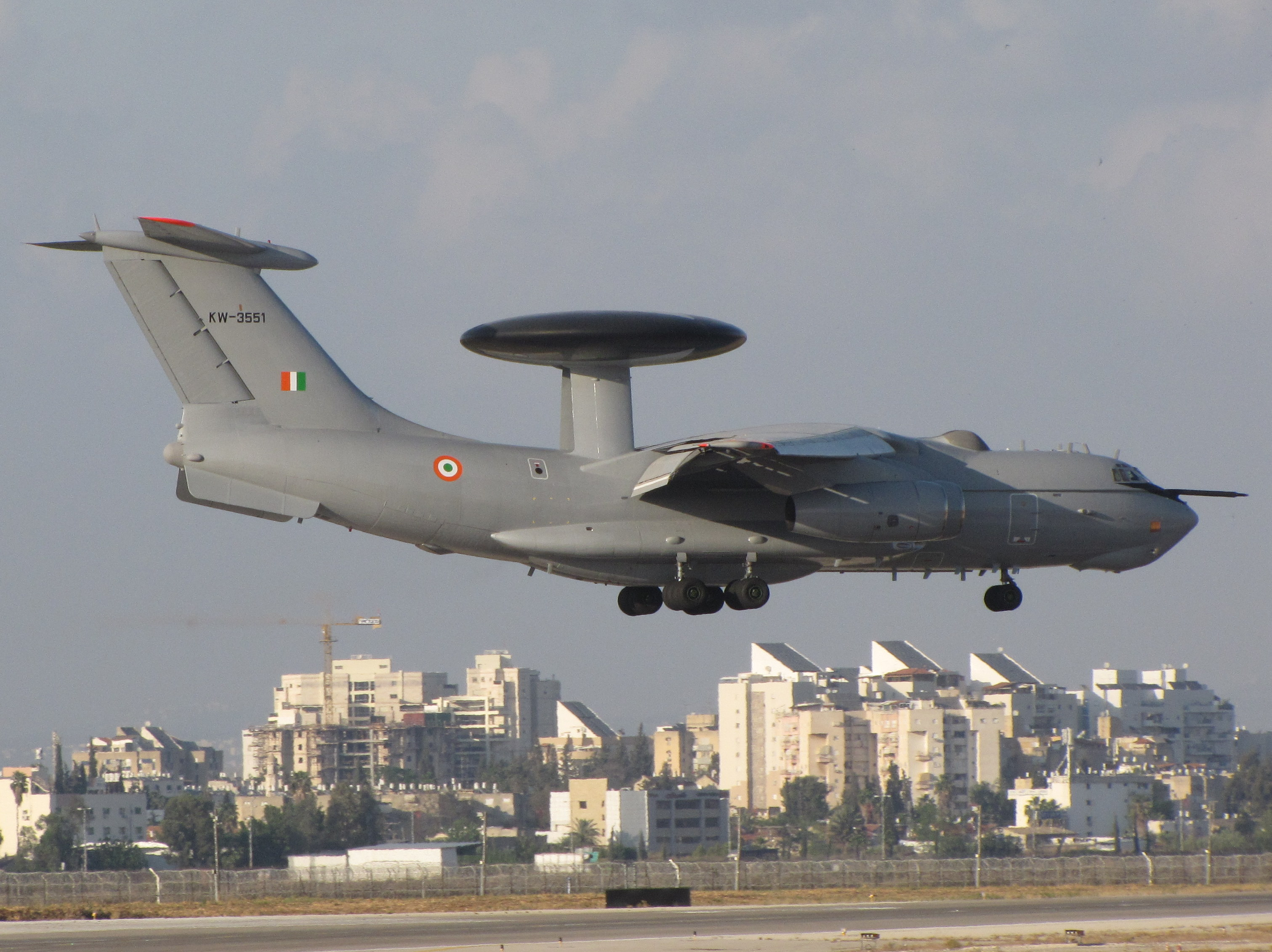
A-50EI

上述の結果を受け、その一環としてロシアのAWACSであるA-50にEL/W-2090を搭載する計画が持ち上がった。EL/W-2090は、探知距離が最大800kmであり、60目標の追跡が出来る発展型である。これをA310と同様の方式でA-50に搭載するというもので本システムを搭載したA-50はA-50Iと呼ばれた。
中国が購入、イスラエルに改修作業に出していたがアメリカの圧力によりキャンセルされた（この機体のみを中国が引き取り完成させたのがKJ-2000である）。しかし、インドが同様に発注し計画は復活、A-50EIとして輸出された。

### EL/W-2085

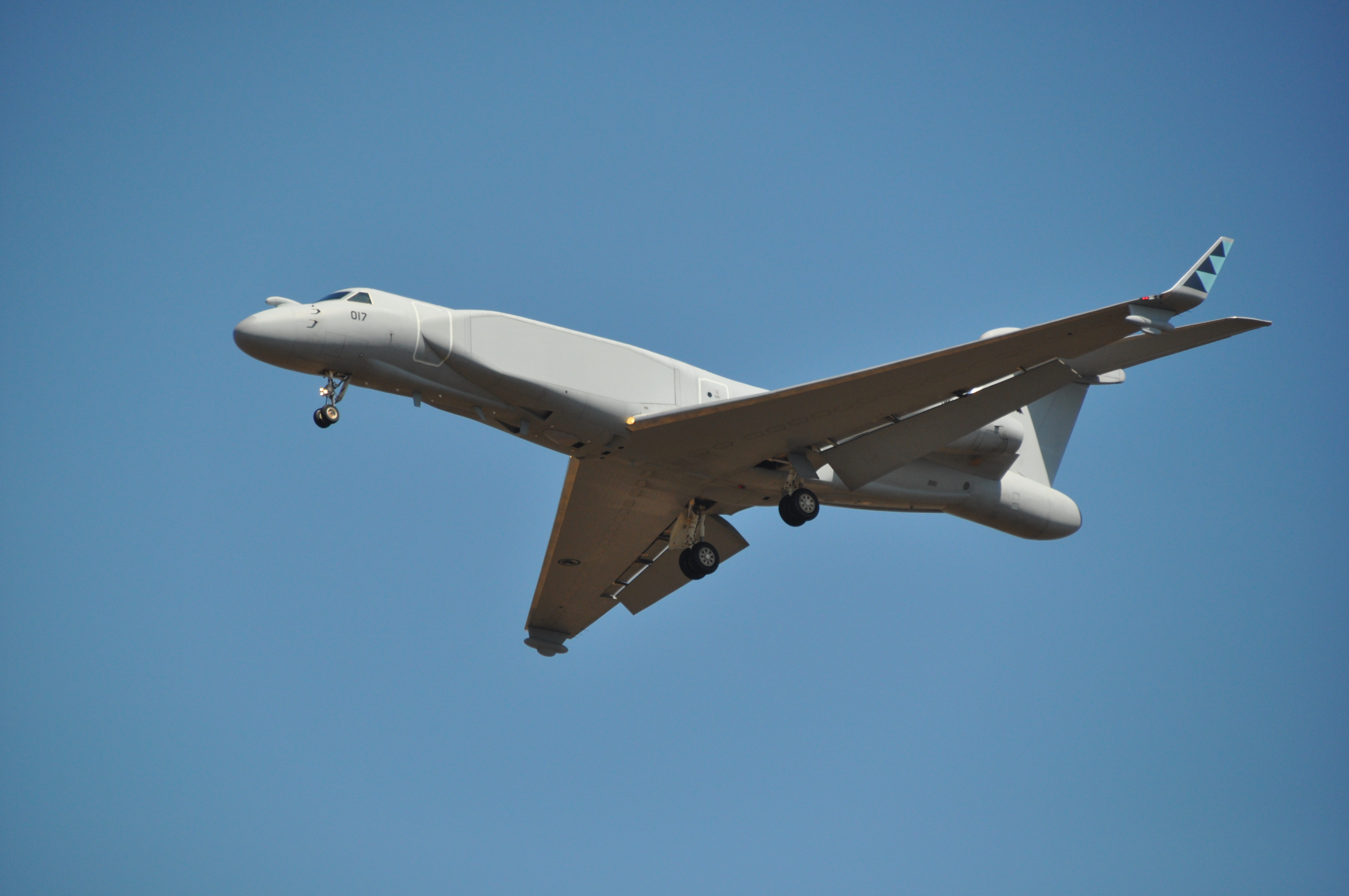
G550 CAEW

A-50への搭載を進める一方でイスラエルが選択したプラットフォームがガルフストリーム G550であった。これに小型化したEL/W-2085のアンテナをファルコン 707と同様に胴体側面、機首、尾部にコンフォーマル式に設置した。機体側面アンテナがLバンド、前後のアンテナがSバンドである。探知距離は370-400kmで、100目標を追尾できる。
この機体はG550 CAEWと呼ばれイスラエルのほかイタリアなどが採用した。2010年からは海洋監視能力が付加されている。

## 運用
イスラエル
イスラエル航空宇宙軍がファルコン 707を運用してきたが、E-2Cの導入に伴い退役した。
 インド
インド空軍がA-50EIを3機導入し運用中。
 チリ
チリ空軍がラン航空で運用されていた中古の707を改造したファルコン 707を1機購入。コンドルの愛称で呼ばれ1995年から運用を開始した。退役し後にE-3を導入した。